# Louis d'Or (prijs)

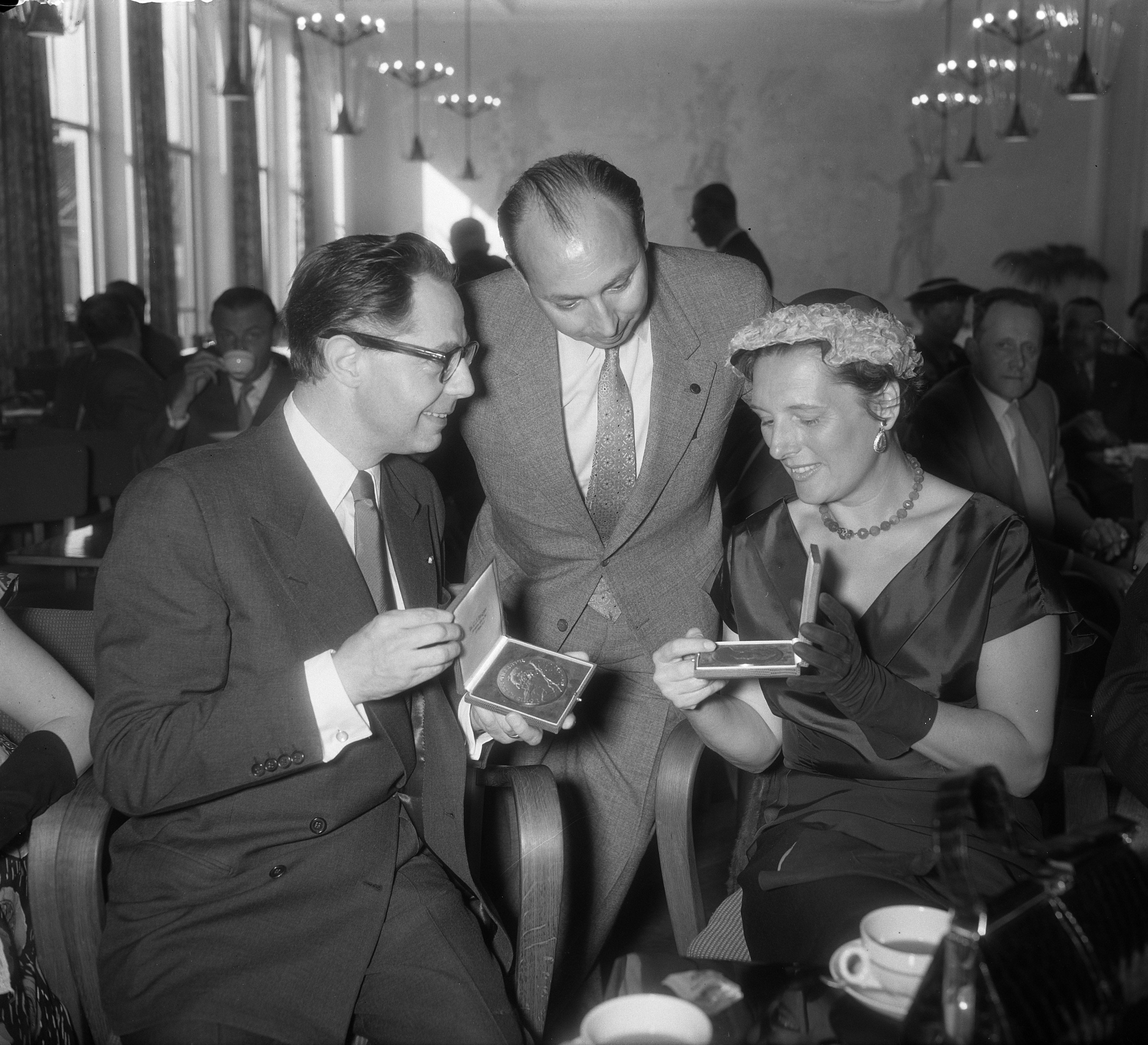
De eerste uitreiking van de Louis d'Or, aan Paul Steenbergen en de Theo d'Or, aan Ank van der Moer (1955)

De Louis d'Or was een Nederlandse theaterprijs, die tussen 1955 en 2023 jaarlijks werd uitgereikt. 
De prijs, genoemd naar de acteur Louis Bouwmeester, bestond uit een gouden legpenning, die werd toegekend naar het inzicht van een jury van de Vereniging van Schouwburg- en Concertgebouwdirecties voor de meest indrukwekkende mannelijke, dragende acteursrol in het Nederlands theaterseizoen. De prijs werd voor het eerst uitgereikt in 1955, aan Paul Steenbergen, en voor het laatst in 2023, aan Eelco Smits. De gouden legpenning was ontworpen door de beeldhouwer en medailleur Maarten Pauw (1912-1966). Daarna werd de penning gemaakt door Eric Claus.
De Louis d'Or was de pendant van de Theo d'Or, de jaarlijkse prijs voor beste actrice. Sinds 2024 wordt de Theo d’Or genderneutraal uitgereikt in drie categorieën: meest indrukwekkende acteerprestatie in een dragende rol, meest indrukwekkende acteerprestatie in een bijdragende rol en meest grensverleggende podiumprestatie.

## Gelauwerden
- 1955: Paul Steenbergen
- 1956: Han Bentz van den Berg
- 1957: Ko van Dijk - geweigerd
- 1958: Han Bentz van den Berg
- 1959: Paul Steenbergen
- 1960: Paul Steenbergen
- 1961: Bob de Lange
- 1962: niet uitgereikt
- 1963: Guus Hermus
- 1964: Han Bentz van den Berg
- 1965: Paul Steenbergen
- 1966: niet uitgereikt
- 1967: Eric Schneider
- 1968: Ton Lutz
- 1969: Hans Tiemeyer
- 1970: Henk van Ulsen

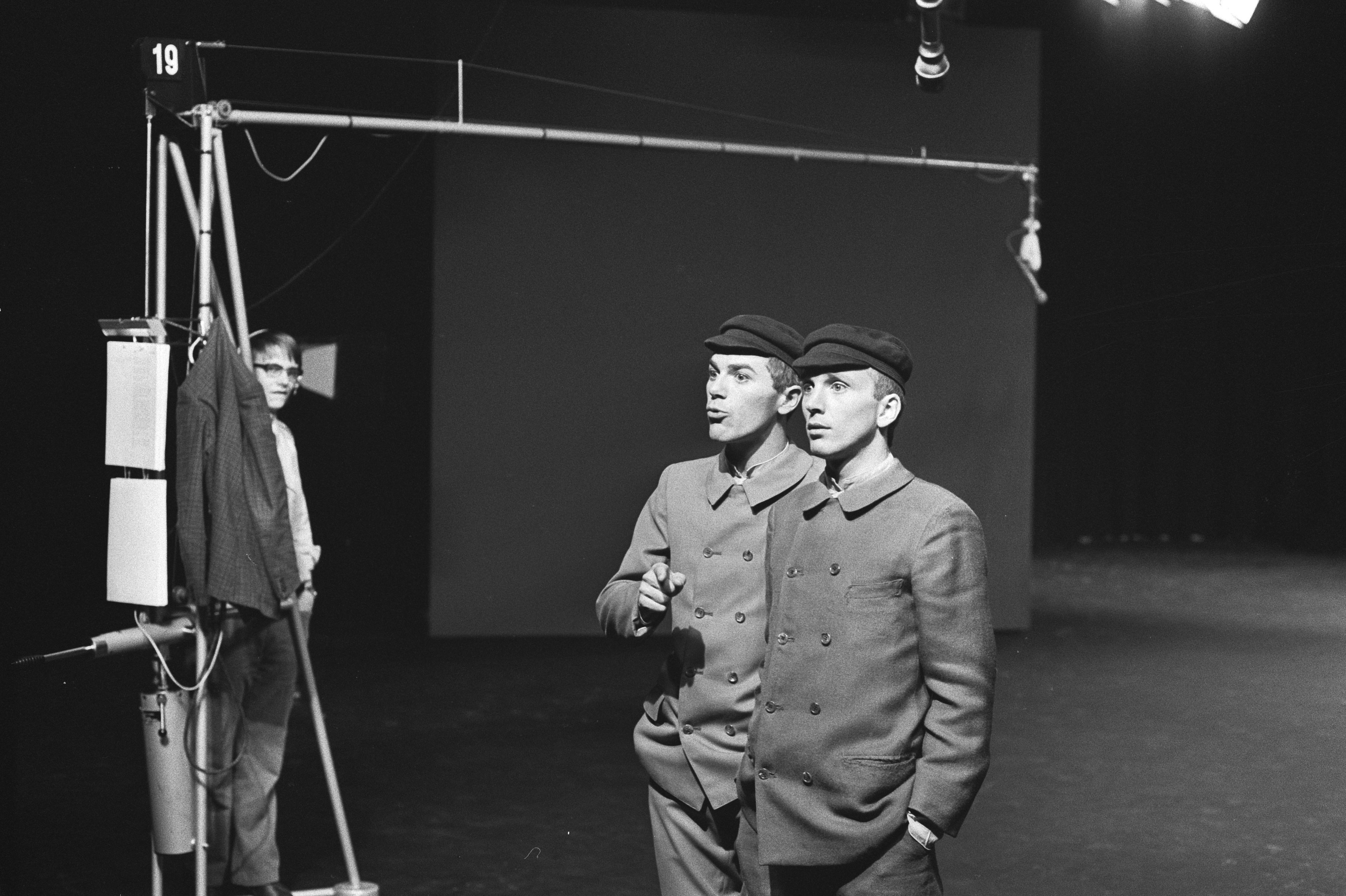
Twee winnaars in 1971: Wim van der Grijn en Hans Dagelet

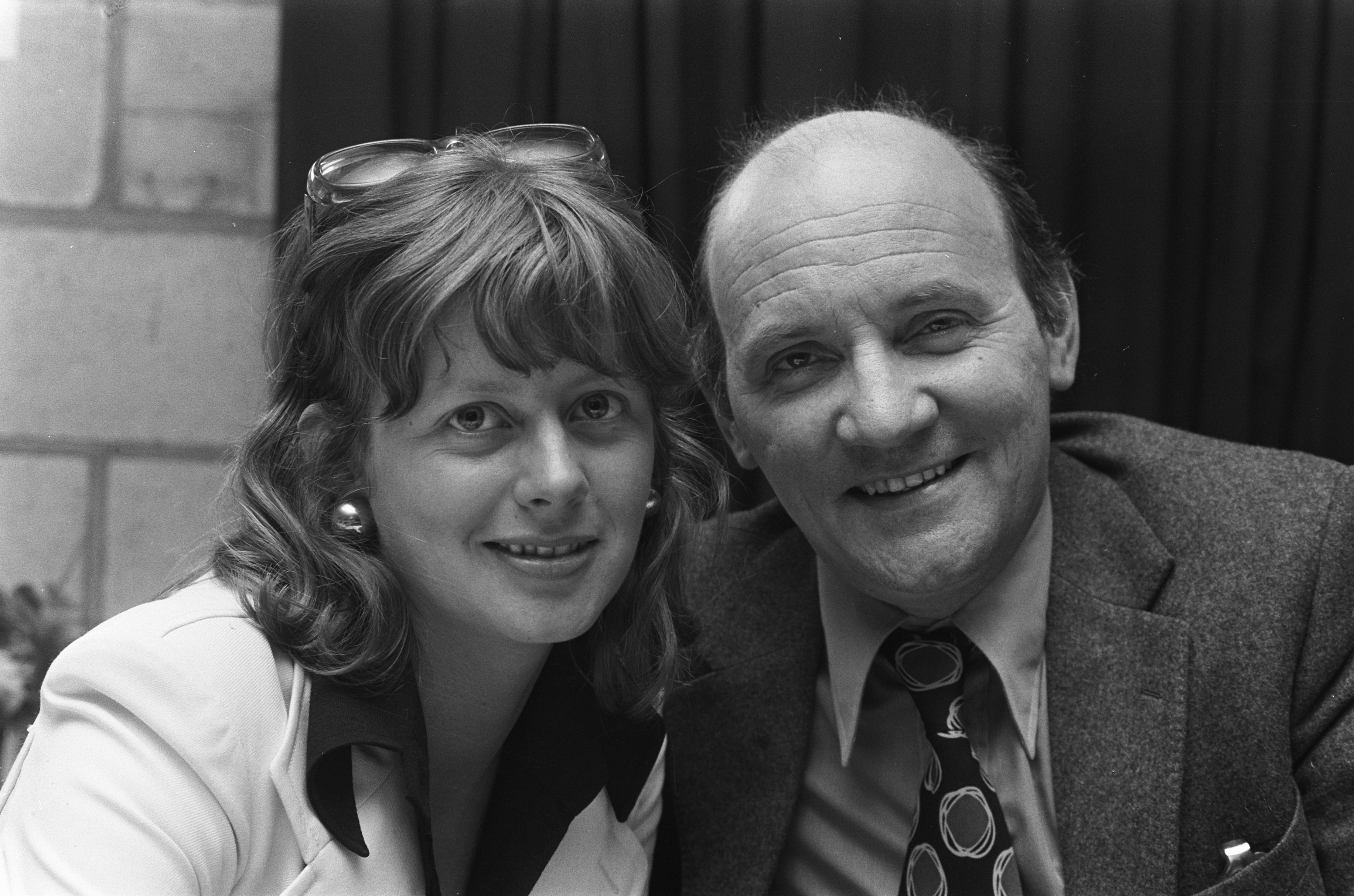
Louis d'Or 1973: André van den Heuvel

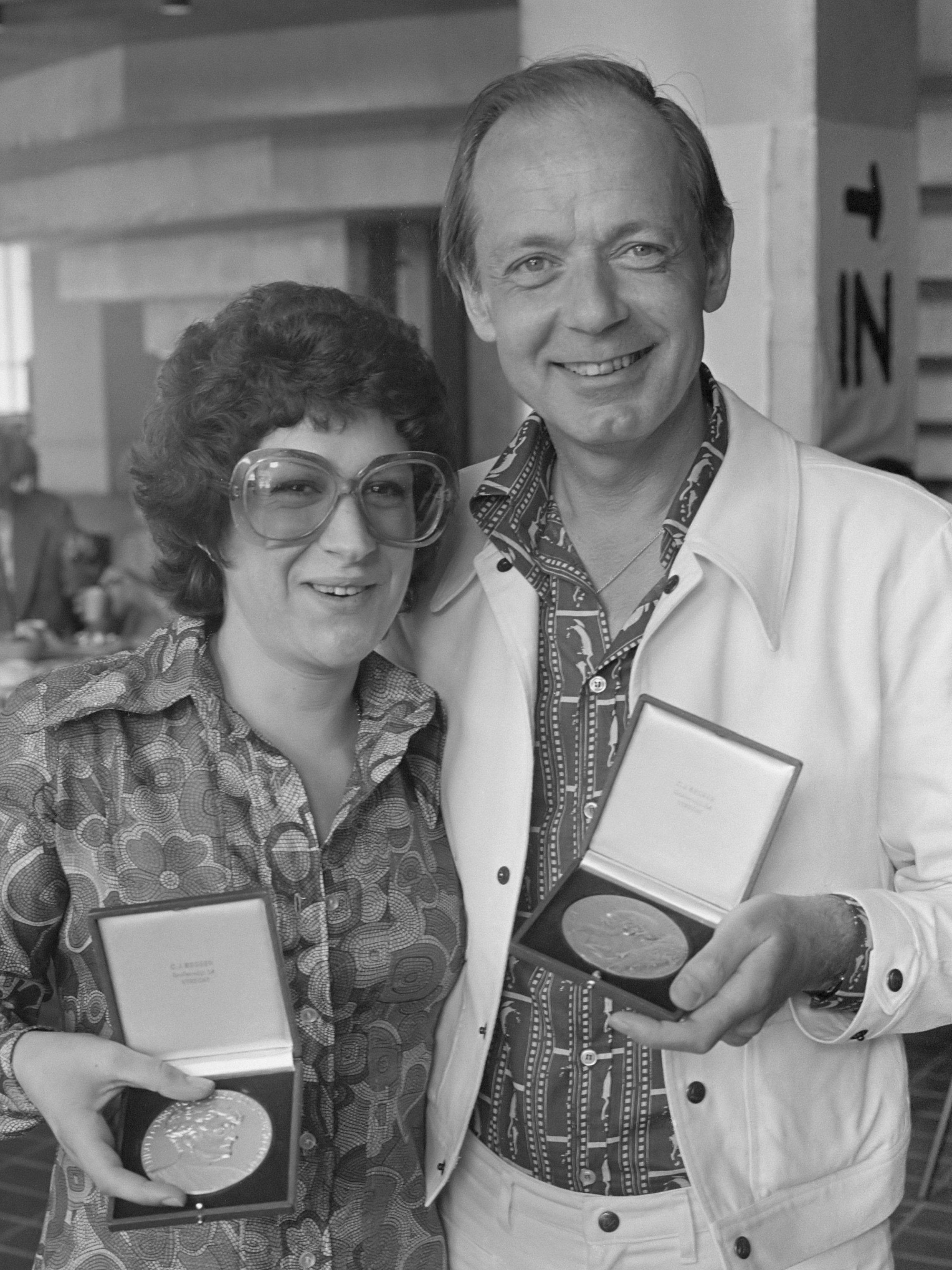
Louis d'Or 1974: Siem Vroom

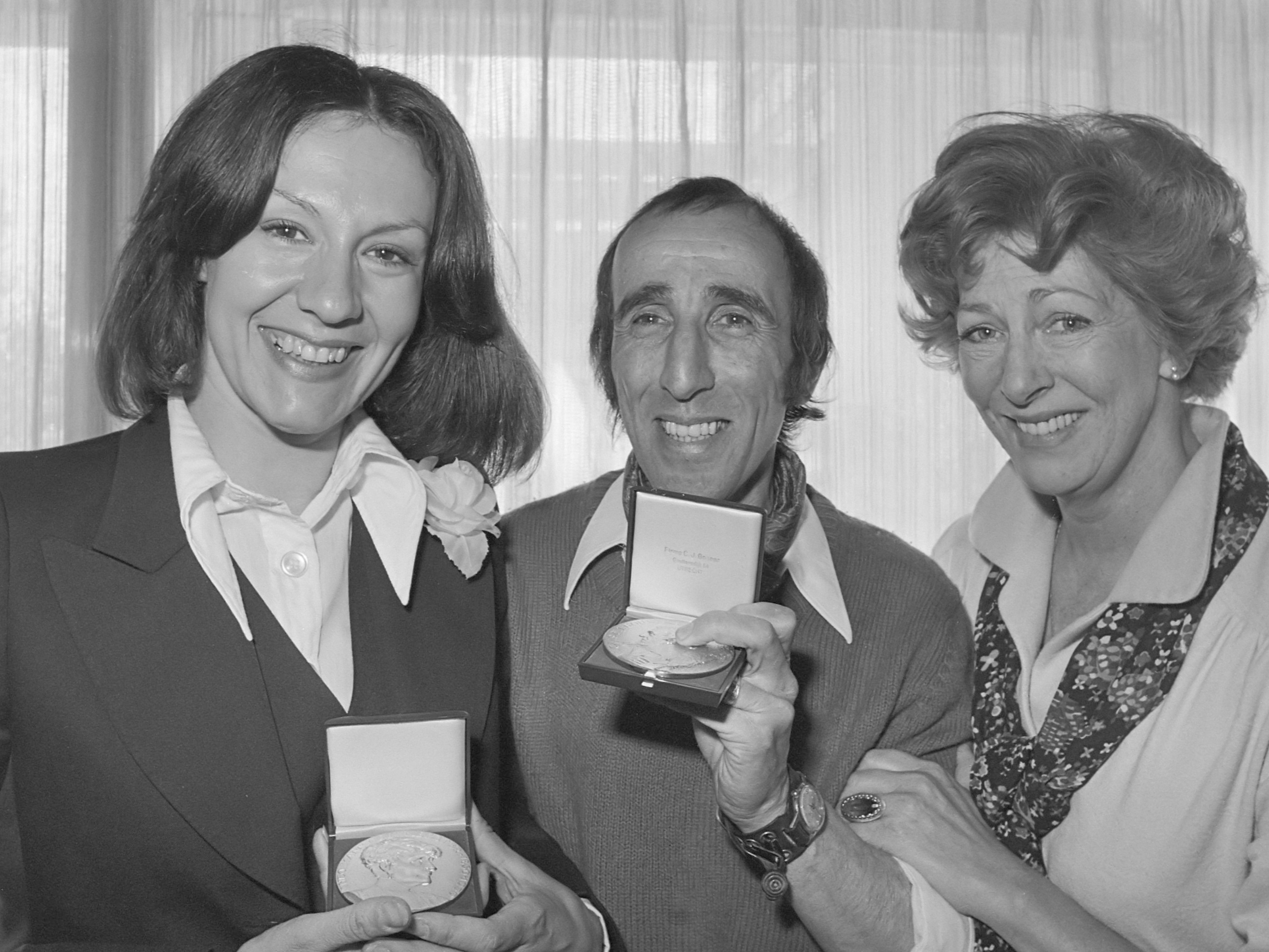
Louis d'Or 1976: Peter van der Linden

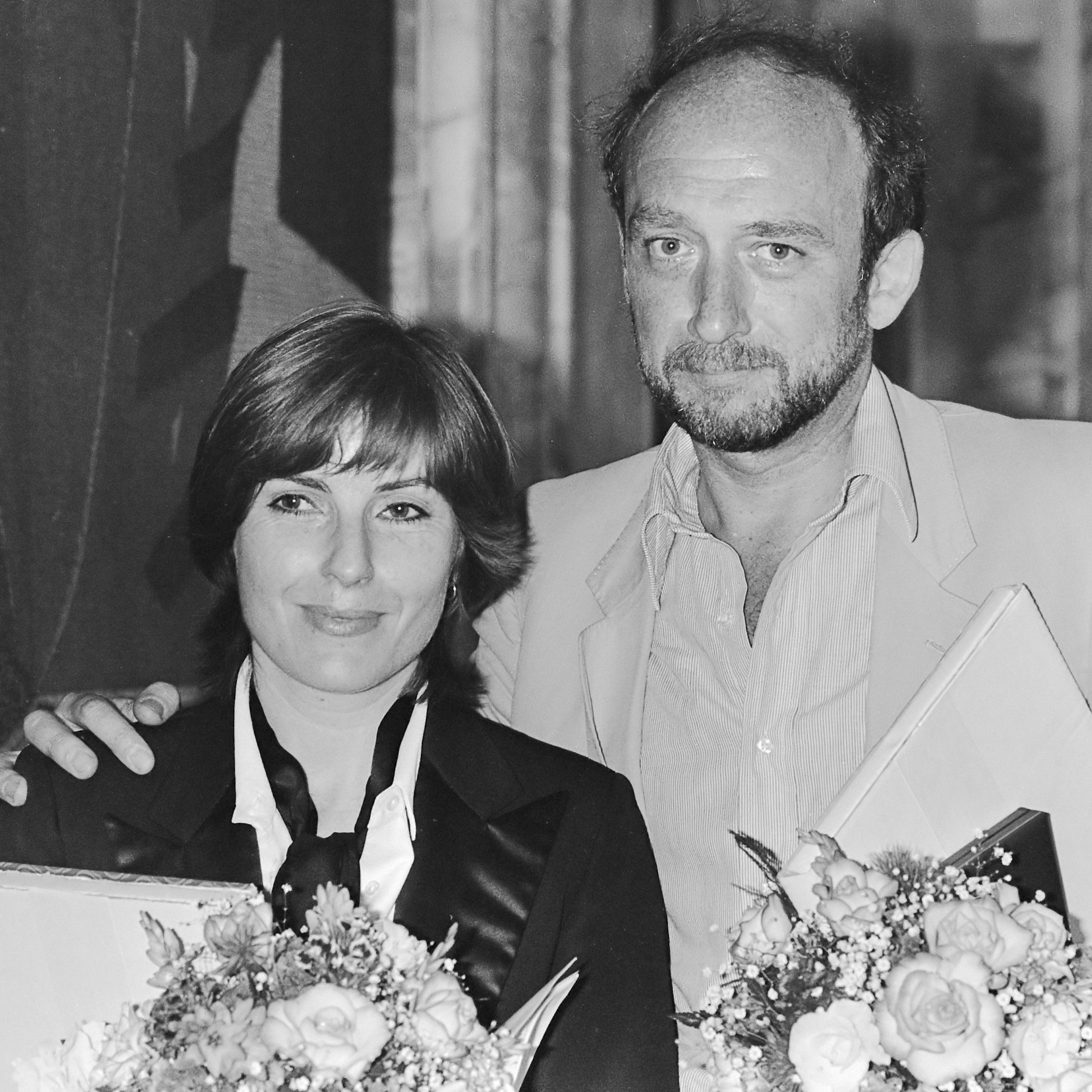
Louis d'Or 1980: Hans Croiset

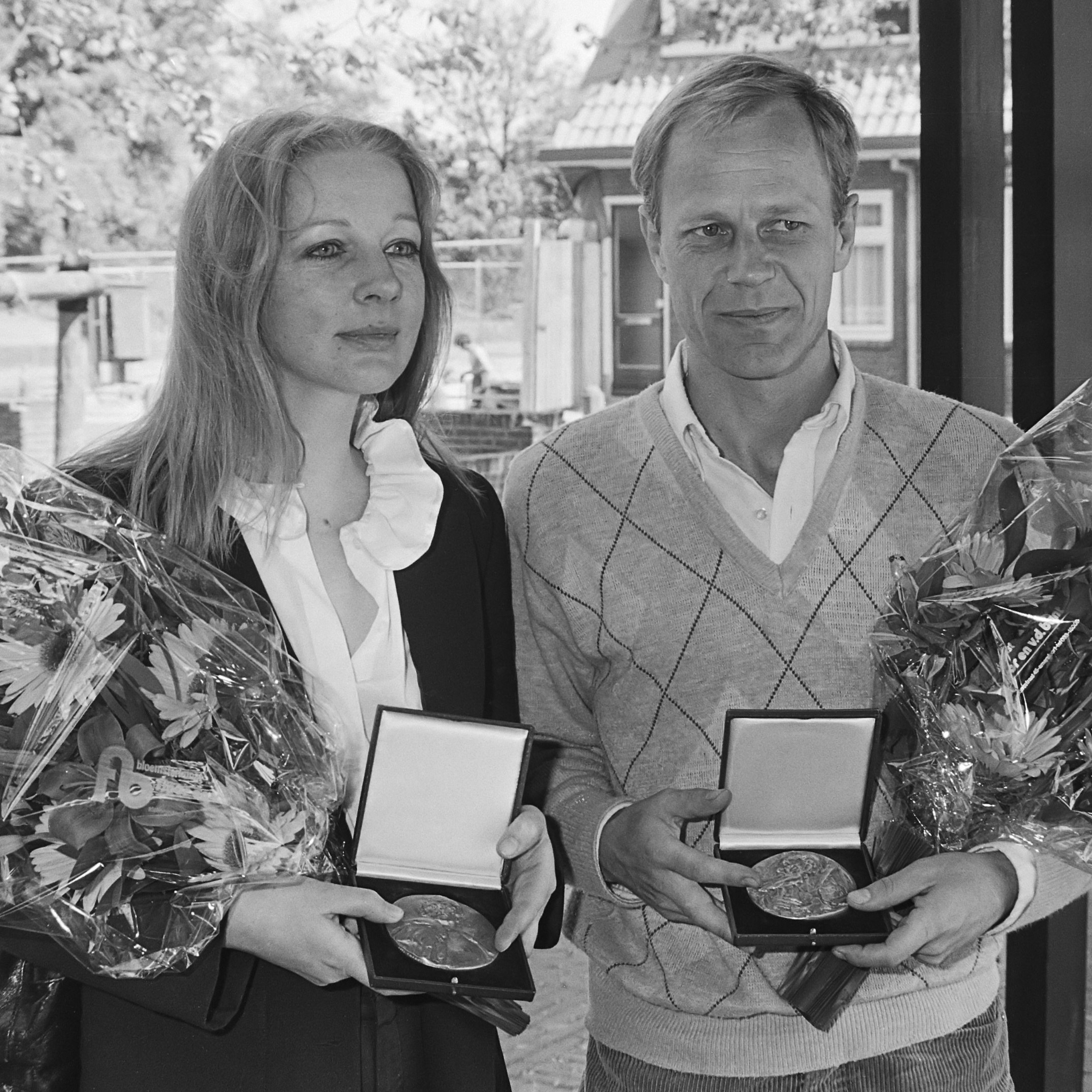
Louis d'Or 1982: Joop Admiraal

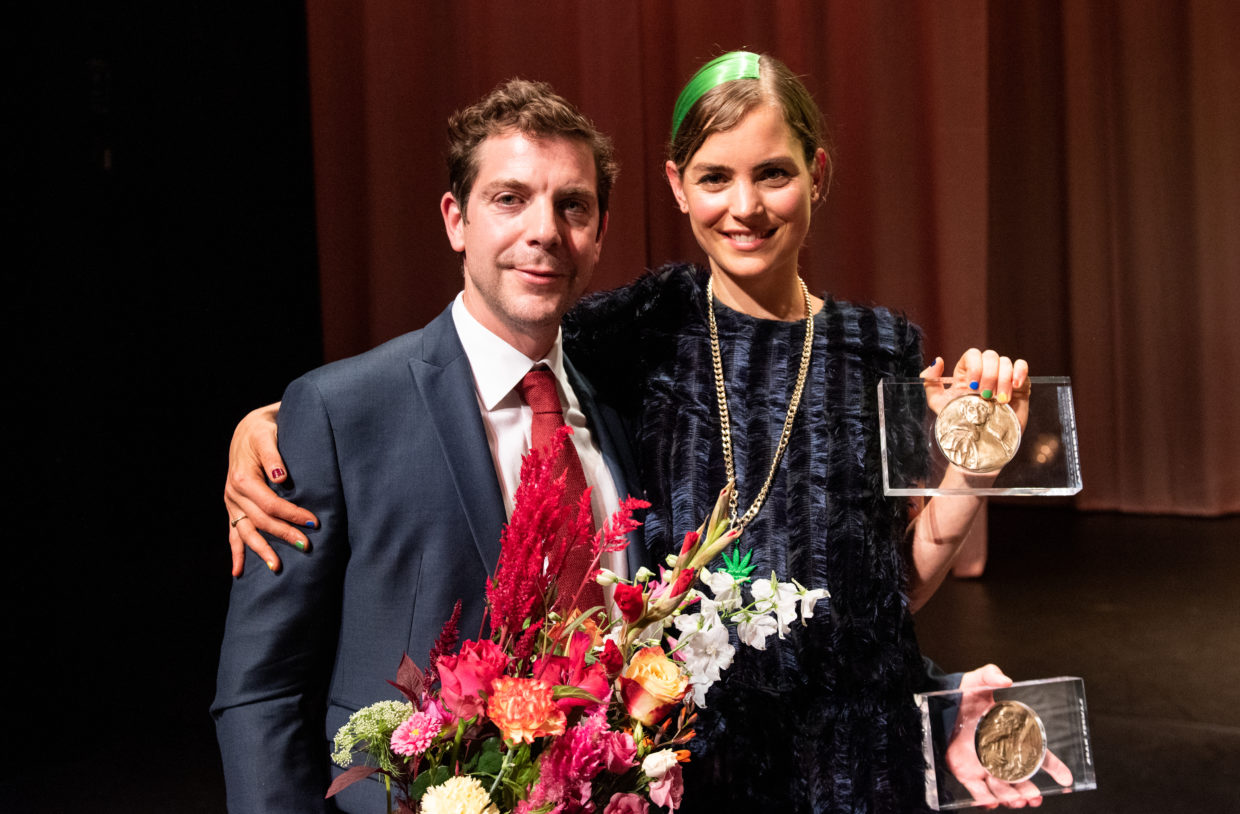
Louis d'Or 2019 Ramsey Nasr en Theo d'Or 2019 Hannah Hoekstra

- 1971: Wim van der Grijn & Hans Dagelet (Kees de Jongen van Gerben Hellinga)
- 1972: Guido de Moor
- 1973: André van den Heuvel
- 1974: Siem Vroom
- 1975: Peter Faber als vertegenwoordiger van Het Werkteater
- 1976: Peter van der Linden
- 1977: Carol Linssen
- 1978: Eric van der Donk (De Spaanse Brabander van Bredero)
- 1979: Jules Croiset
- 1980: Hans Croiset
- 1981: Gees Linnebank
- 1982: Joop Admiraal (U bent mijn moeder)
- 1983: Ton Lutz
- 1984: John Kraaijkamp sr. (Jacques de fatalist en zijn meester)
- 1985: Siem Vroom
- 1986: Guido de Moor
- 1987: Guido de Moor
- 1988: Carol van Herwijnen
- 1989: Guido de Moor (Hebriana van Lars Norén)
- 1990: Peter Oosthoek
- 1991: Peter Faber
- 1992: André van den Heuvel
- 1993: Gijs Scholten van Aschat
- 1994: Pierre Bokma
- 1995: Warre Borgmans
- 1996: Victor Löw
- 1997: Herman Gilis
- 1998: Peter De Graef
- 1999: Lucas Van den Eynde
- 2000: Bram van der Vlugt
- 2001: Steven Van Watermeulen
- 2002: Edwin de Vries
- 2003: Bert Luppes
- 2004: Jeroen Willems
- 2005: Mark Rietman
- 2006: Joop Keesmaat
- 2007: Dirk Roofthooft
- 2008: Hans Kesting (Angels in America van Tony Kushner in regie van Ivo van Hove)
- 2009: Bert Luppes
- 2010: Kees Hulst
- 2011: Jacob Derwig
- 2012: Hein van der Heijden
- 2013: Pierre Bokma
- 2014: Jacob Derwig (Kinderen van de zon)
- 2015: Ramsey Nasr
- 2016: Hans Kesting (Kings of War van William Shakespeare)
- 2017: Hans Croiset (De Vader van Florian Zeller)
- 2018: Bruno Vanden Broecke (Para van David Van Reybrouck)
- 2019: Ramsey Nasr (Een Klein Leven van Hanya Yanagihara in de regie van Ivo van Hove)
- 2020: Geen uitreiking vanwege de Coronacrisis in Nederland, wel nominaties
- 2021: Emmanuel Ohene Boafo
- 2022: Bram Suijker
- 2023: Eelco Smits

## Meervoudig Gelauwerd
| # | Acteurs                | Acteurs                | Acteurs       |
| - | ---------------------- | ---------------------- | ------------- |
| 4 | Paul Steenbergen       | 1955, 1959, 1960, 1965 | (1907 - 1989) |
| 4 | Guido de Moor          | 1972, 1986, 1987, 1989 | (1937 - 1989) |
| 3 | Han Bentz van den Berg | 1956, 1958, 1964       | (1917 - 1976) |
| 2 | Hans Croiset           |                        |               |
| 2 | Piere Bokma            |                        |               |
| 2 | Hans Kesting           |                        |               |
| 2 | Jacob Derwig           |                        |               |
| 2 | Ramsey Nasr            |                        |               |
| 2 | Bert Luppes            |                        |               |